# Jira

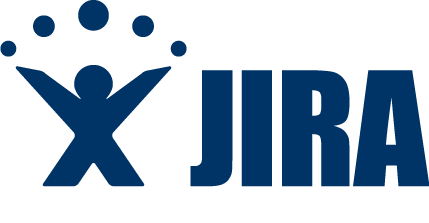
Imagem Ilustrativa

Jira é um software comercial desenvolvido pela empresa Australiana Atlassian. É uma ferramenta que permite o monitoramento de tarefas e acompanhamento de projetos garantindo o gerenciamento de todas as suas atividades em único lugar.
Um Projeto JIRA é um agrupamento de tarefas (Issues), e é definido de acordo com a organização e as suas necessidades. Exemplos de projetos JIRA:
- Um projeto de desenvolvimento de software
- uma campanha de marketing
- controle de chamados de help desk
- Controle de processos ITIL

Jira é baseado em NodeJS que operam em vários Bancos de dados e sistemas operacionais. A ferramenta também apresenta painéis de controle adaptativo, filtros de pesquisa, estatísticas, RSS e email. A arquitetura flexível do Jira permite ao usuário criar extensões específicas que podem ser incluídos na  Jira biblioteca de extensão .

## História
O nome do produto deriva do truncamento de "Gojira" , nome original em japonês para o personagem que ficou conhecido em inglês como Godzilla,  O nome surgiu de um apelido que os desenvolvedores da Atlassian usavam para se referir ao Bugzilla, ferramenta que era utilizada antes pela empresa para rastrear os próprios bugs.